# Otočić Zabodarski
Otočić Zabodarski este o arie protejată (sit de importanță comunitară — SCI) din Croația întinsă pe o suprafață de 5,17 ha, integral pe uscat.

## Localizare
Centrul sitului Otočić Zabodarski este situat la coordonatele 44°33′06″N 14°24′10″E / 44.55173°N 14.402915°E.

## Înființare
Situl Otočić Zabodarski a fost declarat sit de importanță comunitară în iulie 2013 pentru a proteja un număr necunoscut de specii din flora spontană și fauna sălbatică aflate în arealul zonei.

## Biodiversitate
Situată în ecoregiunea mediteraneană, aria protejată conține 1 habitat natural: Pante stâncoase calcaroase cu vegetație casmofită.
La baza desemnării sitului se află un număr nedeclarat de specii protejate.